# Fallen (série de televisão)
Fallen (bra: Fallen - Luz e Sombra) é uma série de televisão dos gêneros fantasia e drama romântico baseada na franquia de livros de mesmo nome da autora americana Lauren Kate. A produção é criada por Claudia Bluemhuber, escrita por Tina Hastings, Roland Moore e Rachel Paterson e conta com a direção do renomado diretor Matt Hastings.

## Sinopse
A trama da série conta a história de Lucinda, uma jovem cujas ações irão se revelar vital para o equilíbrio entre o bem e o mal no mundo. Luce viveu várias vidas e é destinada a morrer sempre que se apaixonar. Atormentada por visões de "sombras" aterrorizantes desde que era criança, Luce é subitamente presa por um crime que ela não sabe se cometeu e levada para uma instituição rígida e aparentemente bem defendida, Sword and Cross. Debaixo do
olhar atento dos psiquiatras e dos guardas, Luce é imediatamente atraída por Daniel – um jovem estranhamente familiar que ela tem certeza de que ela já o conheceu antes. À medida que os sentimentos um pelo outro aumentam, juntos eles descobrem uma verdade horrível sobre o médico responsável e seus experimentos médicos. Quem são todos eles e o que estão fazendo lá?
Enquanto as forças das trevas trabalham para trazer o dia do julgamento e forjar um mundo sem amor, Luce e Daniel lutam para quebrar a maldição. Se Luce for morta, a balança finalmente será desequilibrada; o amor morrerá e o ódio se espalhará como um câncer pela Terra. Preparada para uma batalha final, o destino de cada ser humano na Terra depende de Luce superar seu medo das
"sombras" e usando o que aprendeu com seus colegas do reformatório para descobrir sua verdadeira identidade e perceber o seu poder.

## Elenco
| Ator / Atriz                | Personagem      |
| --------------------------- | --------------- |
| Jessica Alexander           | Luce            |
| Gijs Blom                   | Daniel          |
| Timothy Innes               | Can             |
| Josefine Koening            | Arriane         |
| Sarah Niles                 | Miriam / Sophia |
| Alexander Siddig            | Dr. Howson      |
| Lawrence Walker             | Roland          |
| Esmé Kingdom                | Penn            |
| Indeyarna Donaldson-Holness | Gabbe           |
| Maura Bird                  | Molly           |
| Laura Majid                 | Cassie          |
| Sam Bell                    | Tasha           |
| Nick Wittman                | Eugene          |
| Courtney Chen               | Nurse Ryan      |
| Géza Kovács                 | Tino            |
| Rebecka Johnston            | Susan           |
| Roderick Hill               | Harry           |
| Julian Krenn                | Tyler           |
| Ralph Berkin                | Dr. Burrows     |

## Produção
Em setembro de 2022, o Globoplay anunciou a produção de uma nova série original internacional baseada na saga de livros criada pela autora Lauren Kate, "Fallen", o anúncio veio com muita alegria por parte de seus realizadores:
Herbert L. Kloiber, um dos produtores da série da parte da produtora Silver Reel disse: “Estamos extremamente entusiasmados por ter completado o elenco de 'Fallen' com talentos de nível internacional, juntando-se a uma equipe de produção de primeira classe, baseada em grandes propriedades intelectuais. Cumprindo todas as promessas do amado livro, estamos entusiasmados em trazer esta série às telas no próximo ano.”
Claudia Bluemhuber, criadora e produtora executiva da série acrescentou: “Nos últimos 13 anos, Silver Reel trouxe conteúdo inspirador, divertido e pioneiro para a tela grande. Com 'Fallen', continuamos esta jornada de narrativa elevada e dirigida por mulheres para a televisão. Esta é uma história de amor épica sobre uma jovem descobrindo sua verdadeira força. Tendo adaptado esta série há anos, estamos extremamente entusiasmados em dar vida a ela com uma equipe tão excepcionalmente talentosa.”
Matt Hastings, diretor da série falou: “Inspirado nos romances best-sellers de Lauren Kate, é a oportunidade perfeita para alcançar o novo público adulto com personagens diversos e atraentes e uma jornada de herói incomum dentro do espectro da fantasia. Como fã de longa data do gênero, sinto-me extremamente afortunado por ser um EP e dirigir este show esperançoso, atraente e fundamentado.”
Teresa Penna, chefe do Globoplay, também acrescentou: “Junto com nossos originais produzidos localmente, as coproduções internacionais são uma parte fundamental da estratégia de conteúdo do Globoplay para os próximos anos e acreditamos fortemente que ‘Fallen’ será um grande sucesso no Brasil, dado o amor as histórias são universais e sabemos que nosso público gosta muito de dramas românticos sobrenaturais.”

## Exibição
A série teve seu lançamento primeiramente no mercado internacional no dia 12 de agosto de 2024 em países europeus como Áustria, Suíça e Alemanha através de serviços de streaming regionais.
A primeira temporada da série, que conta com 8 episódios de aproximadamente 60 minutos, foi lançada no Brasil através do Globoplay em 17 de outubro de 2024.